# Monteleone Rocca Doria
Monteleone Rocca Doria là một đô thị ở tỉnh Sassari trong vùng Sardinia, có khoảng cách khoảng 150 km về phía tây bắc của Cagliari và cách khoảng 30 km về phía nam của Sassari. Tại thời điểm ngày 31 tháng 12 năm 2004, đô thị này có dân số 124 người và diện tích là 13,0 km².
Monteleone Rocca Doria giáp các đô thị: Padria, Romana, Villanova Monteleone.